# La nave dei pirati
La nave dei pirati (Mad Ship) è un romanzo fantasy del 1999 dell'autrice statunitense Megan Lindholm con lo pseudonimo di Robin Hobb; è la prima parte del romanzo originale Mad Ship, pubblicato in italiano in due volumi nel 2006, che costituisce il secondo capitolo della trilogia dedicata ai Mercanti delle navi viventi, edito in Italia come il ciclo dei mercanti di Borgomago e suddiviso in cinque volumi.
Sono riprese le vicende narrate nel libro La nave in fuga, con l'inizio della stagione primaverile fino a tutta la sua durata.
La seconda parte del romanzo è stata pubblicata in italiano come La nave della pazzia.

## Trama
Wintrow, sulla Vivacia in mano dei pirati, si decide a curare la gamba infetta dal veleno di serpente del capitano Kennit: l'amputazione delle parti infette uccide quasi il capitano. Sia l'assistenza premurosa di Etta, la sua donna, sia le azioni di Wintrow e Vivacia che usano la magia della nave per sostenere la sua guarigione, portano Kennit a riprendersi. 
A Borgomago la famiglia Versit oltre a vedersi sempre di più impoverita affronta il dilemma del corteggiamento di Reyn Khuprus verso Malta: il rampollo della famiglia Khuprus è decisamente innamorato di Malta e sembra risoluto a conquistarla.
A città di Jamallia il Satrapo Cosgo, corrotto dai vizi e dalle male usanze, passa il tempo da una perdizione all'altra: liquida la vibrante protesta dei Vecchi Mercanti di Borgomago sulle concessioni verso i Nuovi Mercanti nonostante la sua consigliera Serilla gli sottolinei l'errore, suggerendogli di inviarla come sua emissaria presso la città. Frattanto il Satrapo assegna Borgomago come base logistica alle galee di Chalced che navigano il Passaggio Interno in cerca di pirati.
Althea a bordo dell'Ophelia dei mercanti Tenira torna a Borgomago trovando la sua casa ormai sempre più in stato di decadenza e la città asservita alle galee corsare di Chalced: sua madre le racconta della scelta di usare la Vivacia per il commercio di schiavi e tutto il resto delle vicende accadute in questi sei mesi di assenza.
Brashen Trell a bordo della Vigilia di Primavera si fa coinvolgere nel contrabbando delle refurtive lungo le Isole dei Pirati e si imbatte nei beni appartenuti alla Vivacia: scopre così che il capitano Kennit l'ha rubata.
Ambra stringe sempre più un legame profondo con la nave maledetta Paragon indagando sulla sua vita passata e sulle vicende che lo resero folle: decide di ottenere udienza presso il Concilio dei Mercanti, ma deve ottenere l'appoggio di almeno una famiglia per poter prendere la parola e proporre un uso più clemente del Paragon.